# Allanblackia gabonensis
Allanblackia gabonensis är en tvåhjärtbladig växtart som först beskrevs av François Pellegrin, och fick sitt nu gällande namn av Paul Rodolphe Joseph Bamps. Allanblackia gabonensis ingår i släktet Allanblackia och familjen Clusiaceae. Inga underarter finns listade i Catalogue of Life.